# Pseudoneureclipsis omana
Pseudoneureclipsis omana är en nattsländeart som beskrevs av Malicky 1989. Pseudoneureclipsis omana ingår i släktet Pseudoneureclipsis och familjen fångstnätnattsländor. Inga underarter finns listade i Catalogue of Life.